# 1634 en science
| Années de la science : 1631 - 1632 - 1633 - 1634 - 1635 - 1636 - 1637    |
| Décennies de la science : 1600 - 1610 - 1620 - 1630 - 1640 - 1650 - 1660 |

Cet article présente les faits marquants de l'année 1634 en science.

## Événements
- 10 janvier : Descartes, qui a reçu l'année précédente le traité de Galilée, renonce à publier le Traité du monde et de la lumière[1], qui n'est publié qu'en 1664.

- 30 mars : Jean-Baptiste Morin de Villefranche propose une solution au « problème des longitudes » fondée sur la comparaison entre le temps apparent et le temps absolu, lequel est déduit de la position relative de la Lune par rapport au étoiles devant une assemblée d'experts réunis à l'arsenal de Paris par le cardinal de Richelieu[2].

- Gilles de Roberval montre que l'aire de la cycloïde est égale à trois fois l'aire de son  cercle générateur[3].

## Publications
- Traduction des Méchaniques de Galilée en français par Mersenne.
- Willem Blaeu : Usage des globes et sphères célestes et terrestres, 1634 ;
- Pierre Hérigone : Cursus mathematicus, nova, brevi, et clara methodo demonstratus, per notas reales et universales, citra usum cujuscunque idiomatis intellectu faciles, Paris, 1634-1637 ;
- Johannes Kepler : Somnium, seu opus posthumum de astronomia (Le Songe ou l'Astronomie lunaire), roman publié à titre posthume.
- Jean-Baptiste Morin de Villefranche : Longitudinum terrestrium et caelestium nova et hactenus optata scientia, impr. Jean Libert, Paris, 1634.
- Blaise Pascal : Traité des sons, 1634.

## Naissances

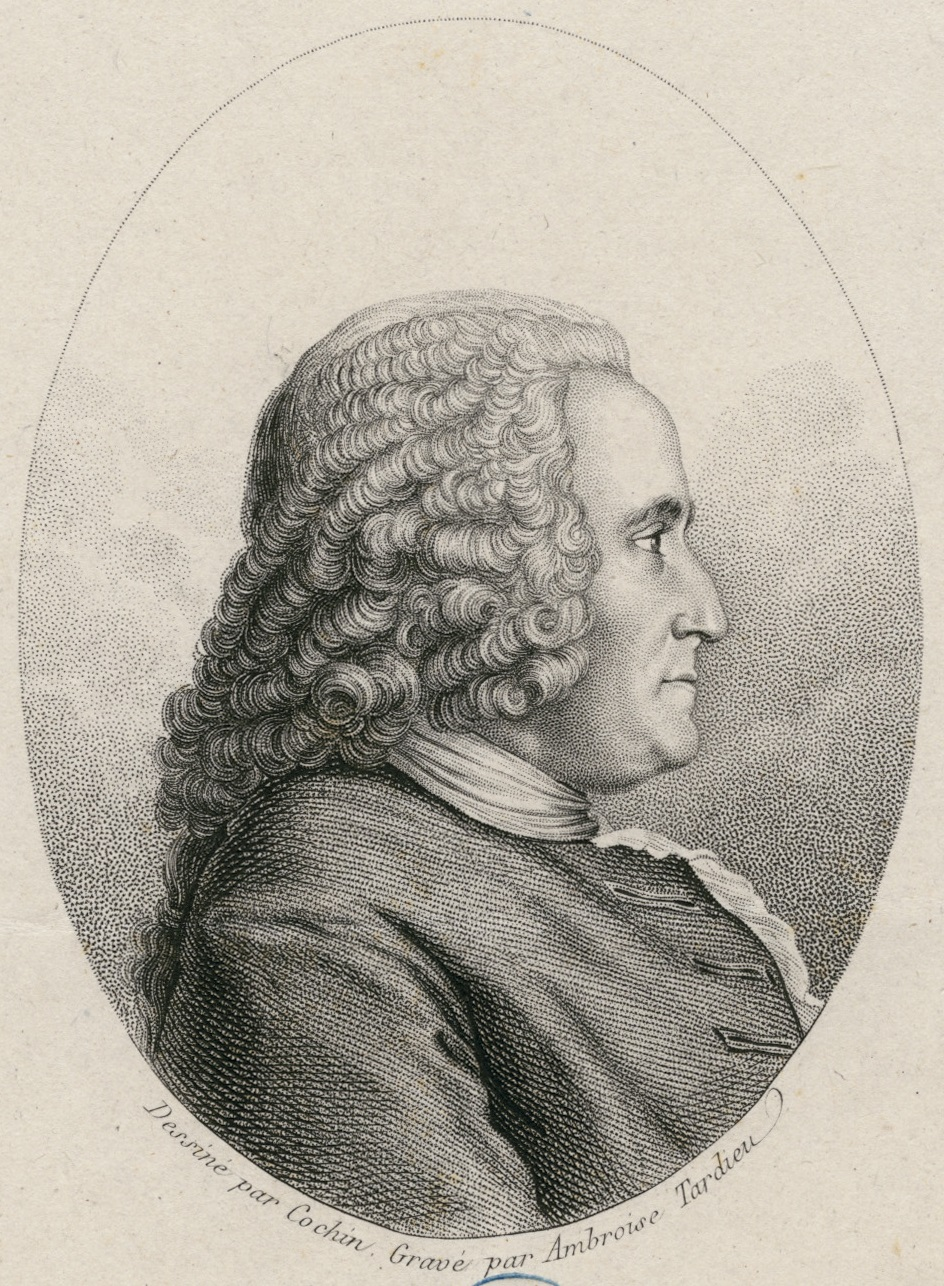
Denis Dodart, par Ambroise Tardieu

- 6 janvier : Antonio Hugo de Omerique (mort en 1705), mathématicien espagnol.

- Denis Dodart, médecin et pensionnaire-botaniste de l'Académie des Sciences

## Décès
- 20 juin : Nicolas Ager (né en 1568), botaniste français.

- John Speidell (né en 1600), mathématicien anglais.
- Melchiorre Zoppio (né vers 1544), médecin et homme de lettres italien.